# Extensible Firmware Interface

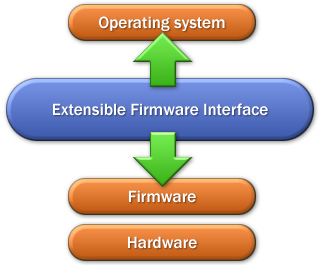
Basisweergave van de manier waarop Extensible Firmware Interface werkt.

Meer gedetailleerde weergave

EFI (of UEFI) is een afkorting van (Unified) Extensible Firmware Interface en is ontwikkeld door Intel, bedoeld om na verloop van tijd het BIOS te vervangen, dat al sinds de introductie van de IBM PC in 1981 geen grote veranderingen meer heeft ondergaan.
Het eerste platform dat van deze firmware gebruikmaakte, was de IA-64-architectuur van Intel. De techniek wordt sindsdien soms gebruikt in de nieuwere chipsets voor de thuiscomputer. Apple koos ervoor om reeds vanaf 2006 EFI in alle Macs te ondersteunen. Microsoft zou bij Windows Vista ook EFI-ondersteuning inbouwen, maar besloot in maart 2006 om dit nog niet te doen. Microsoft voegde later alsnog EFI-ondersteuning toe in Service Pack 1 voor de 64-bit-versie van Windows Vista. Windows 8 kreeg ook EFI-ondersteuning voor 32-bit processors.
Dankzij EFI kan er voor de hardware-onderdelen voor ieder besturingssysteem een standaard EFI-driver worden geschreven. EFI neemt alle communicatie met hardware voor zijn rekening.   Een ander groot voordeel van EFI is de aanwezigheid van een shell, met ongeveer dezelfde mogelijkheden als MS-DOS 3.2.
MSI (Micro-Star Int'l) heeft voor hun P45-serie al een EFI-update beschikbaar gesteld onder de naam Click BIOS.

## Gebruik
Met de introductie van Intel Sandy Bridge begin januari 2011 werd er een nieuwe chipset voor de CPU's H67 en de P67 ontwikkeld. Van de uitgebrachte moederborden, die gelijk liepen met de lancering van Sandy bridge, waren 80% met de 'nieuwe BIOS'. Slechts één fabrikant van moederborden gebruikte nog BIOS.

## Nadeel
De ingebouwde beveiliging tegen rootkits is betrekkelijk eenvoudig te kraken.

## Websites
- (en)  Unified Extensible Firmware Interface Forum